# Tulostoma
Tulostoma là một chi nấm trong họ Agaricaceae.

## Hình ảnh

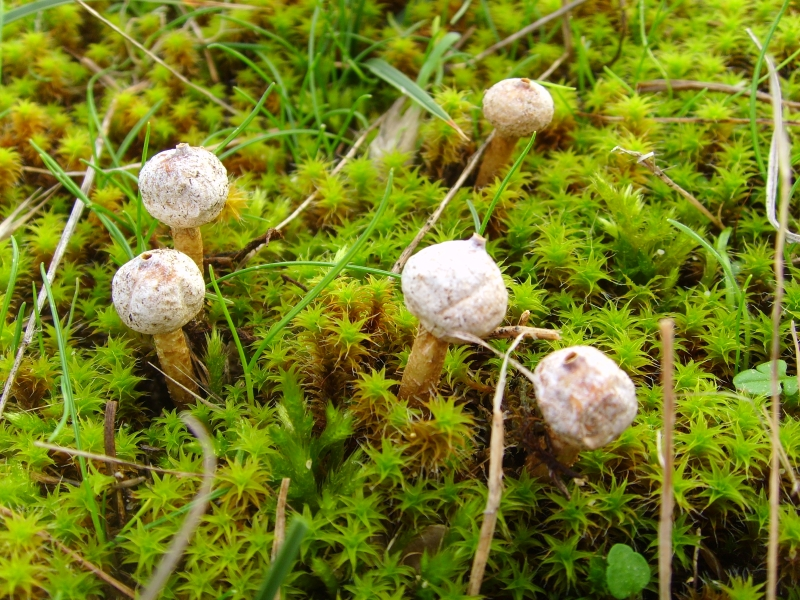
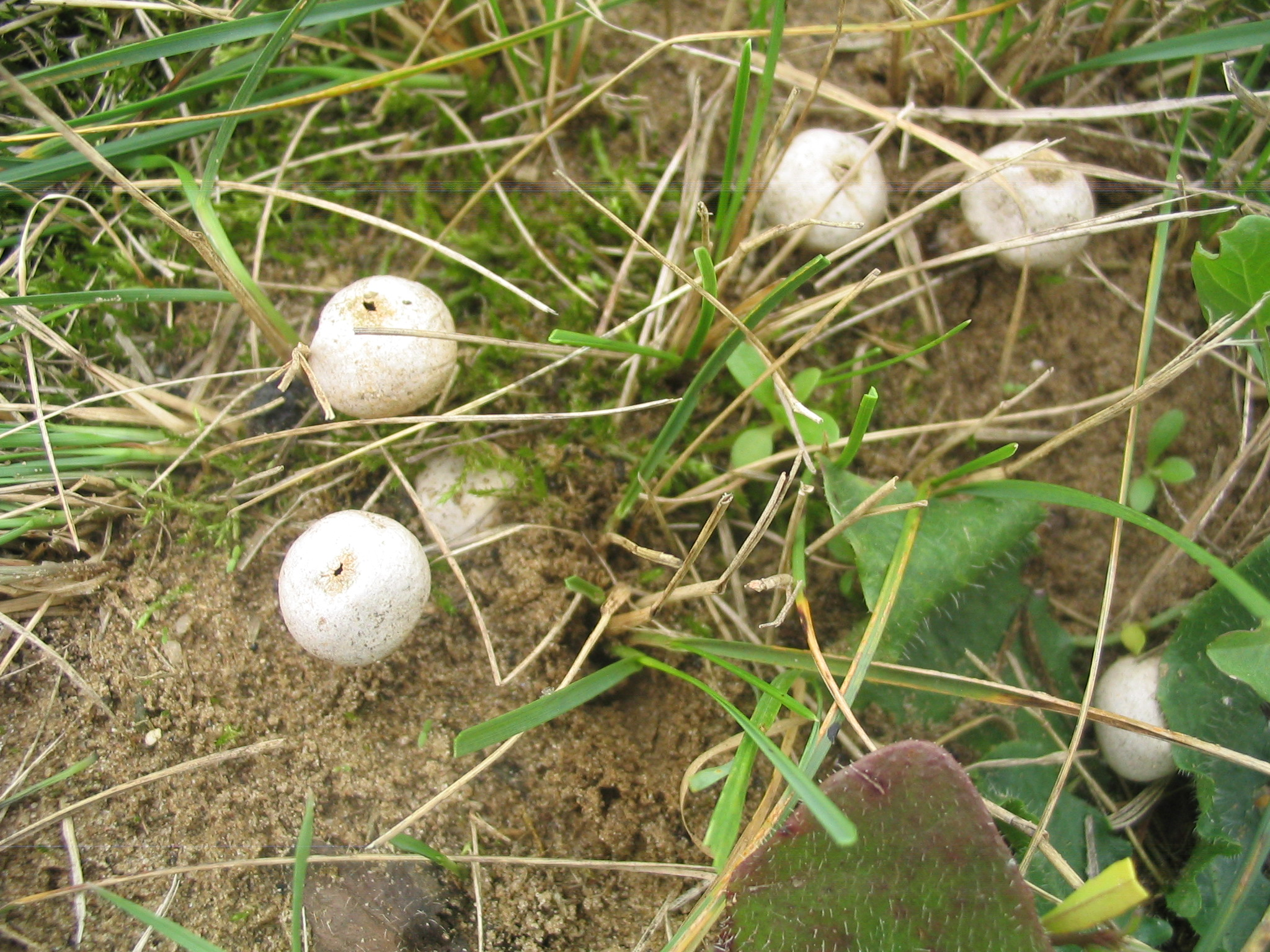
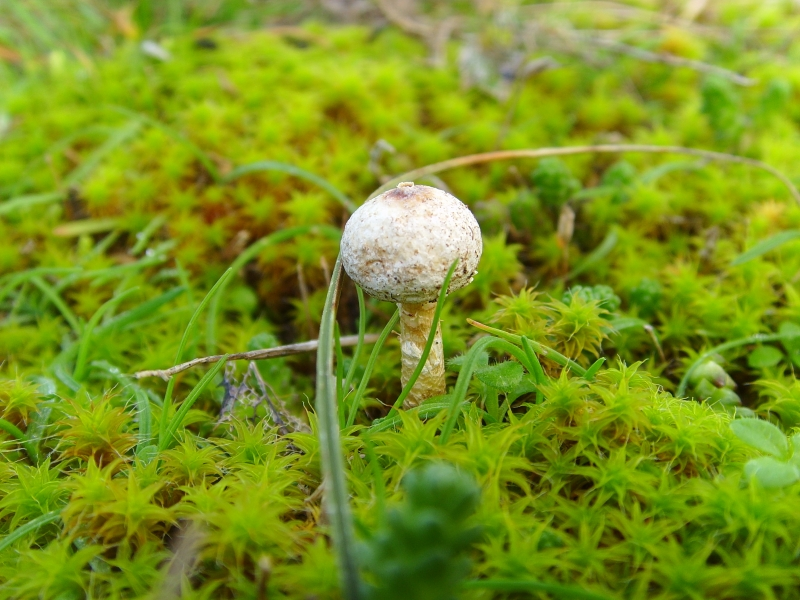
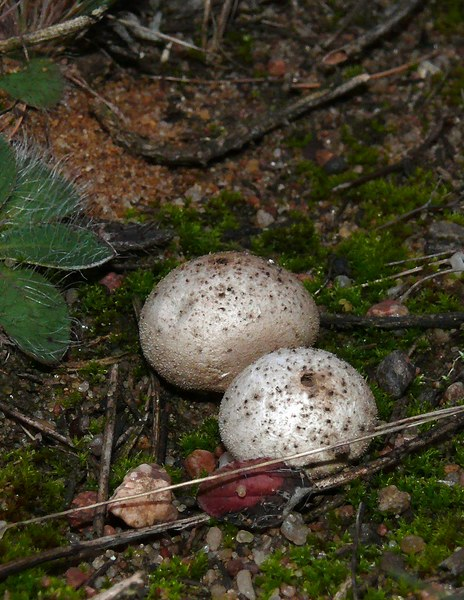